# Deadpool (película)
Deadpool es una película de superhéroes estadounidense de 2016, basada en el personaje de Marvel Comics del mismo nombre y dirigida por Tim Miller. Distribuida por 20th Century Fox, la película es un spin-off derivado y la octava película de la saga de películas de X-Men protagonizada por Ryan Reynolds, Morena Baccarin, Ed Skrein, T. J. Miller, Gina Carano, Leslie Uggams, Brianna Hildebrand y Stefan Kapičić. La película sigue a Wade Wilson, un mercenario con un retorcido sentido del humor que después de ser sometido a un experimento que lo deja con deformaciones físicas y nuevas habilidades mutantes de regeneración, persigue al hombre que casi destrozó su vida.
En febrero de 2004, el desarrollo de la película comenzó con New Line Cinema. Sin embargo, en marzo de 2005, New Line Cinema puso la película en cambio y 20th Century Fox se interesó. En mayo de 2009, 20th Century Fox prestó la película a los escritores, trabajaron con Reynolds para adaptar el personaje de manera más fiel (incluyendo su característico rompimiento de la cuarta pared) después de que la interpretación en Wolverine fuera criticada. y en abril de 2011, Miller fue contratado para dirigirla. Una respuesta entusiasta a las imágenes de prueba filtradas que creó con Reynolds llevó a que Fox diera luz verde en 2014. El casting adicional comenzó a principios de 2015 y el rodaje comenzó en Vancouver, Canadá, en marzo de 2015.
Deadpool se estrenó en Estados Unidos el 12 de febrero de 2016, luego de una campaña de marketing poco convencional. La película logró un éxito tanto financiero como de crítica. Ganó 782,6 millones de dólares con un presupuesto de 58 millones de dólares, convirtiéndose en la novena película más taquillera de 2016 y batiendo numerosos récords, incluida la película con clasificación R más taquillera de ese momento. Los críticos elogiaron la actuación de Reynolds, el estilo de la película y la fidelidad a los cómics, junto con sus secuencias de acción, aunque algunos criticaron la trama como formulada y estaban divididos sobre el humor adulto de la película. Recibió numerosos premios y nominaciones, incluidos dos premios Critics' Choice y dos nominaciones a los Globos de Oro.
Una secuela, Deadpool 2, se lanzó en 2018 con un éxito comercial y de crítica comparable. Tras la adquisición de 21st Century Fox por parte de Disney, los derechos cinematográficos del personaje fueron devueltos a Marvel Studios junto con los X-Men y los Cuatro Fantásticos. Deadpool 3, una tercera película protagonizada por Reynolds y Hugh Jackman, que integrará a los personajes al Universo Cinematográfico de Marvel (MCU), tiene previsto su estreno el 26 de julio de 2024, como la cuarta película de la Fase Cinco del MCU.

## Argumento
Wade Wilson es un mercenario que pasaba su tiempo en la ciudad de Nueva York protegiendo a las adolescentes de los posibles acosadores y asistía a un bar en el que los ebrios solían organizar peleas denominadas Pozos de la Muerte. Una noche en el bar, Wade conoce a Vanessa Carlysle y se convierten en novios por casi un año, durante ese tiempo deciden celebrar su amor, teniendo relaciones sexuales en todas las festividades (excepto en la Pascua de Resurrección). Cuando estaban teniendo relaciones sexuales una noche de Navidad, Wade le propone matrimonio a Vanessa, luego de repente se derrumba y es diagnosticado con cáncer terminal aligado a los pulmones, próstata y cerebro, lo que hace prácticamente imposible la operación. A pesar de que Vanessa decidió no rendirse y buscar soluciones, Wade solo quiere aprovechar el poco tiempo que le queda.
Una noche en el bar donde conoció a Vanessa, se encuentra con un extraño hombre al que apoda “agente Smith”, un reclutador de un programa secreto. Le ofrece una cura experimental para el cáncer que también lo convertiría en un ser dotado de superpoderes, al principio él rechaza al hombre y se va. Pero desesperado por vivir, Wade deja a Vanessa en medio de la noche y regresa para someterse al procedimiento. Así conoce a Francis Freeman (quien se hacía llamar Ajax) y a su asistente Angel Dust. Francis le inyecta a Wade un suero especial y Angel lo tortura durante días con el fin de desencadenar una mutación. Tras semanas sin ningún éxito, Wade es atado a una cámara hermética en la cual pasa dos días por insultar a Francis. La caída de su oxígeno activa un factor de curación que elimina su cáncer, pero desfigura gravemente su piel y su rostro en el proceso. Wade escupió un cerillo que Angel llevaba en la boca y había conseguido quitárselo previamente cuando le dio un golpe en la cabeza. Usando el cerillo prende fuego a la cámara, se escapa desatando un incendio e intenta matar a Francis, solo se detuvo cuando él afirmó que es el único que sabe cómo curar la desfiguración de Wilson. A continuación, Francis lo clava en el suelo atravesándolo con una barra de refuerzo y es dado por muerto en la destrucción del laboratorio.
Wade sobrevive y regresa a Nueva York, pero decide mantenerse lejos de Vanessa porque teme que su aspecto la espante. Sin embargo, está convencido de que Francis lo puede arreglar. Wade se muda al departamento de una anciana invidente llamada Blind Al y se reúne con su mejor amigo y dueño del bar Jack Hammer “Weasel”, mientras habla con él, planea su venganza contra Francis. Con el consejo de su mejor amigo, se convierte en un vigilante enmascarado llamado "Deadpool", comenzando la caza de Francis y el desmantelamiento de su organización. Wade persigue y mata a todo aquel que tenga relación con Francis en busca de información. Al principio, a Wade se le hacía difícil lavar las manchas de sangre de su disfraz cuando se enfrentaba a distintos lacayos que le disparaban todo el tiempo. Un día, en la lavandería, Al le aconseja vestir de rojo, y entonces Wade se hace un traje rojo para evitar los problemas de las manchas de sangre.
Tras rastrear una serie de conexiones de diversos sindicatos, Deadpool ataca a un convoy de coches en una autopista lanzándose directo al interior de una camioneta, donde mata a todos los hombres y al final es acorralado por toda la pandilla. En la Mansión X, Coloso ve los noticieros que hablan sobre Deadpool y, junto a su compañera Negasonic Teenage Warhead, toman el Jet de los X-Men para tratar de convencer una vez más a Deadpool de unirse a su grupo. En el lugar del asalto, Deadpool logra fácilmente matar a varios de los hombres de Francis con dos pistolas que solo tienen doce balas, luego pone sus manos sobre Francis, exigiendo una cura para su desfiguración. La confrontación es súbitamente interrumpida por Coloso y Negasonic Teenage Warhead, que quieren que se una al equipo. Su intervención permite que Francis escape, y cuando Coloso esposa a Deadpool para llevarlo a la Mansión X, Deadpool se corta su propia mano y se escapa cayendo en un camión de basura, luego llega al departamento que comparte con Al.
La noche siguiente, Wade decide ir a visitar a Vanessa por consejo de Al, pero cuando llega con Weasel al club estríper donde ella trabaja, Wade descubre que ha sido secuestrada por Francis quien la engañó haciéndose pasar por Wade. Francis lo contacta usando el teléfono móvil de Vanessa y le dice que debe reunirse con él en un portaaviones desarmado en un depósito de chatarra. Wade, bastante furioso por lo ocurrido, decide que ya es hora de acabar con Francis y, preparado con una mochila llena de armas, se dispone a ir a pelear.
Deadpool va a la Mansión X para convencer a Coloso y a Negasonic de ayudarlo a rescatar a Vanessa y a cambio, consideraría unirse a los X-Men. El trío toma un taxi hasta el depósito de chatarra, donde Francis mantiene a Vanessa encerrada en una de las cámaras de aire. Una vez fuera del taxi, con los tres listos para atacar, Negasonic le hace notar a Deadpool que no trae su mochila con las armas, la cual se le olvidó en el taxi del conductor Dopinder, por lo que Deadpool decide simplemente pelear con sus katanas. La pelea comienza cuando Francis manda a Angel Dust a pelear y golpea a Coloso, luego Deadpool mata a todos los soldados que se atraviesan en su camino hacia Francis, mientras Coloso tiene una dura batalla con Angel. A continuación, Negasonic ayuda a Deadpool a llegar hacia Francis impulsándolo hasta el portaaviones donde Deadpool y Francis se involucran en un sangriento combate cuerpo a cuerpo. Durante la batalla, Vanessa logra salir de la cámara, la cual la estaba asfixiando, gracias a una espada que quedó clavada, y luego Negasonic utiliza su poder para destruir el portaaviones. Deadpool llega a imponerse en la lucha salvando a Vanessa, mientras Coloso y Negasonic derrotan a Angel. Deadpool ahora tiene a Francis a su merced y le exige que le regrese su rostro a la normalidad, pero Francis admite que no existe ninguna cura para la desfiguración de Wade y le dice que tendrá que acostumbrarse a vivir con el rostro deformado, ya que a diferencia del cáncer, eso no tiene cura. A pesar de que Coloso insiste en perdonar a Francis y ser un verdadero héroe, Deadpool finalmente mata a Francis de un tiro en la cabeza, consumando su venganza, y le dice a Coloso que si ser superhéroe se basa en dejar vivir a psicópatas como Francis, entonces él jamás será un superhéroe. Coloso y Negasonic deciden irse, justo cuando Deadpool se dispone a tener un momento a solas con Vanessa. Wade permite que Vanessa le quite la máscara y le muestra su nueva cara. A pesar de que ella está enojada porque él la dejó, Vanessa le dice que no le importa su nueva apariencia, ya que en el fondo es el hombre que todavía ella ama, siempre y cuando hagan lo que tanto les gusta y se reconcilian con un beso.
En una escena poscréditos, Deadpool aparece en bata y le habla a la audiencia, preguntándole porque siguen todavía en la sala de cine, cuando la película ya ha terminado y los exhorta irse a casa, luego les pregunta si esperan ver un avance de Deadpool 2, él contesta que el estudio no tiene dinero para eso, también pregunta si esperaban ver a Sam Jackson con su parche en el ojo y les menciona que solo perdieron su tiempo esperando y les dice que se vayan. Después de un breve corte, vuelve para anunciar que en la secuela contará con la participación de Cable, sugiriendo que podría ser interpretado por Mel Gibson, Dolph Lundgren o Keira Knightley pero que esto último es un secreto. También le advierte a la audiencia de no dejar su basura en la sala de cine, ya que eso es de muy mala educación, y la película termina con el sonido "chikah-chi-ka" por parte de él.

## Reparto
- Ryan Reynolds como Wade Wilson / Deadpool

Un mercenario bromista con un factor de curación acelerada pero con severas marcas desfigurantes en todo su cuerpo luego de ser sometido a un experimento que forzó el proceso de mutación en él.
- Morena Baccarin como Vanessa Carlysle / Copycat

Una escort y la prometida de Wilson. Baccarin la describió como "peleona" y no como una damisela en apuros. El personaje fue inicialmente diseñado como una "prostituta típica", pero Baccarin trabajó con los equipos de disfraces y maquillaje para hacer su apariencia más estratificada. La película no explora la segunda identidad "Copycat" del personaje en el cómic, ya que los escritores querían enfocarse en Deadpool, aunque el diseñador de maquillaje Bill Corso incluyó algunas referencias al aspecto azul que Copycat tiene en los cómics.
- Ed Skrein como Francis Freeman / Ajax

Un miembro mutado artificialmente del programa que creó a Deadpool, él no siente dolor y tiene una fuerza mejorada.
- Gina Carano como Christine / Angel Dust

Una miembro mutada artificialmente del programa que creó a Deadpool, tiene fuerza y velocidad sobrehumanas, ella está aliada con Ajax.
- T. J. Miller como Jack Hammer / Weasel

El mejor amigo de Wade y dueño del bar que este y otros mercenarios frecuentan.
- Brianna Hildebrand como Ellie Phimister / Negasonic Teenage Warhead

Una aprendiz adolescente de los X-Men, que posee el poder mutante para detonar explosiones atómicas de su cuerpo. Los cineastas querían usar el personaje basado únicamente en el nombre del cómic y buscaron cambiar sus habilidades telepáticas y poderes precognitivos para convertirla en “una warhead literal”. Para hacer esto ellos pidieron el permiso de Marvel, el director Tim Miller habló directamente con el presidente de Marvel Studios, Kevin Feige. Se llegó a un acuerdo que le permitió a la compañía 20th Century Fox modificar el personaje a cambio de que esta le cediera a Marvel Studios los derechos cinematográficos de Ego el Planeta Viviente, villano que usaron en la película de 2017 Guardianes de la Galaxia vol. 2.
- Stefan Kapičić (voz) y Andre Tricoteux (captura de movimiento) como Piotr Rasputin / Coloso

Un miembro de los X-Men con la capacidad mutante de transformar todo su cuerpo en acero orgánico.
- Leslie Uggams como Al, la ciega[11]

Una anciana ciega y compañera de cuarto de Wade. Uggams dijo que Al "ha pasado por la inteligencia británica, ella ha hecho todo tipo de cosas salvajes y alocadas... ella es vieja, pero luchadora". Uggams agregó que Al tiene una relación de "amor / odio" con Deadpool. A diferencia de su contraparte de los cómics que es retratada como una mujer blanca, esta versión de Blin Al es una mujer afroamericana.
- Karan Soni como Dopinder

Un taxista que se hace amigo de Wade.

## Doblaje
| Personaje                                   | Actor original       | Actor de doblaje para Hispanoamérica | Actor de doblaje para España |
| ------------------------------------------- | -------------------- | ------------------------------------ | ---------------------------- |
| Wade Wilson / Deadpool                      | Ryan Reynolds        | José Antonio "Pepe Toño" Macías      | José Posada                  |
| Vanessa Carlysle / Copycat                  | Morena Baccarin      | Mireya Mendoza                       | Marta Barbará                |
| Francis Freeman / Ajax                      | Ed Skrein            | José Arenas                          | Sergio Zamora                |
| Jack Hammer / Weasel                        | T. J. Miller         | Carlo Vázquez                        | Hernán Fernández             |
| Piotr Rasputin / Coloso                     | Andre Tricoteux      | Sebastián Llapur                     |                              |
| Piotr Rasputin / Coloso                     | Stefan Kapičić (voz) | Sebastián Llapur                     | Alfonso Vallés               |
| Ellie Phimister / Negasonic Teenage Warhead | Brianna Hildebrand   | Karen Vallejo                        | Paula Ribó                   |
| Althea / Al, la ciega                       | Leslie Uggams        | Olga Hnidey                          | María Luisa Solá             |
| Christine / Polvo de Ángel                  | Gina Carano          | Erica Edwards                        | Marta Dualde                 |
| Dopinder                                    | Karan Soni           | David Bueno                          | José Javier Serrano          |
| Reclutador                                  | Jed Rees             | Javier Rivero                        | Claudi Domingo               |
| David Cunningham                            | Hugh Scott           | Óscar Gómez                          | Pablo Gómez                  |
| Oncóloga                                    | Donna Yamamoto       | Alma Juárez                          | Laura Monedero               |
| Señor de la guerra                          | Michael Benyaer      | Armando Coria                        |                              |
| Jeremy Garret                               | Style Dayne          | Miguel Ángel Ruiz                    |                              |
| Gavin Merchant                              | Kyle Cassie          | Carlos Hernández                     | Pablo Gómez                  |
| Meghan Orlovsky                             | Taylor Hickson       | Alondra Hidalgo                      | Nerea Alfonso                |
| Amiga de Meghan                             | Ayzee                | Andrea Arruti                        |                              |
| Empleado de Arcade                          | Justyn Shippelt      | Abraham Vega                         |                              |
| Buck                                        | Randal Reeder        | Santos Alberto                       |                              |
| Jefe de Vanessa                             | Ben Wilkinson        | Manuel Pérez                         |                              |
| Bob                                         | Rob Hayter           | Raymundo Armijo                      |                              |
| Conductor de basurero                       | Darcey Johnson       | ¿?                                   |                              |
| Presentador del Strip Club                  | Stan Lee             | Jesse Conde                          | Salvador Moreno              |

## Producción

### Desarrollo
Artisan Entertainment anunció un acuerdo con Marvel Entertainment en mayo de 2000 para coproducir, financiar y distribuir varias películas basadas en los personajes de Marvel Comics, incluido Deadpool. En febrero de 2004, el escritor y director David S. Goyer y Ryan Reynolds estaban trabajando en una película de Deadpool en New Line Cinema. Habían trabajado juntos en la película de Marvel Blade: Trinity. Reynolds se interesó en el papel de Deadpool después de enterarse de que en los cómics el personaje se refiere a su apariencia como "Ryan Reynolds cruzado con un Shar-Pei". El ejecutivo de New Line, Jeff Katz, que pensaba que Reynolds era el único actor adecuado para el papel, defendió la idea. Sin embargo, hubo problemas de derechos con 20th Century Fox y sus películas de X-Men, y el proyecto no avanzó.
En marzo de 2005, Reynolds se enteró de que Fox había expresado interés en una película protagonizada por Deadpool. El personaje iba a hacer un cameo en la película de 2009 X-Men Origins: Wolverine, con Reynolds en el papel. Su papel se amplió durante la producción de la película. Katz era ejecutivo de Fox en ese momento y dijo que Deadpool estaba "muy bien preparado para ser explorado a su manera" en una película futura.  La representación de la película se desvía del personaje cómico original, "dándole varios superpoderes y cosiéndole la boca". Deadpool aparentemente muere en la película, aunque poco antes de su estreno se agregó a la película una escena posterior a los créditos que lo muestra todavía vivo. Después del exitoso fin de semana de estreno de Wolverine, Fox comenzó oficialmente el desarrollo de Deadpool, con Reynolds adjunto a la estrella y la productora de X-Men Lauren Shuler Donner involucrada. El spin-off iba a ignorar la versión de Wolverine de Deadpool y regresar a las raíces del personaje con un tono de payasada y una "propensión a romper la cuarta pared".
Rhett Reese y Paul Wernick fueron contratados para escribir el guion en enero de 2010. Reynolds, quien trabajó estrechamente con ellos, dijo que fueron elegidos porque, "Tonalmente, lo entendieron. Simplemente [comprendieron a Deadpool] desde el principio". En junio de ese año, le habían pedido a Robert Rodríguez que dirigiera la película.  Confirmó esto un mes después, diciendo que le habían enviado un guion "realmente bueno" y que estaba considerando asumir el proyecto.  En octubre ya no estaba interesado en ella y se buscaba a Adam Berg para dirigir la película.  En abril de 2011, Tim Miller fue contratado después de trabajar en los efectos visuales de algunas de las películas de X-Men,  en parte debido a su trabajo creando cortometrajes animados. Estos incluían Gopher Broke, ganadora del Premio de la Academia , y un tráiler de DC Universe Online, que era "épico y cinematográfico, todo lo que [Fox quería] que fueran sus películas de cómics".  Miller haría su debut como director con la película, mientras que Reynolds cerró un trato con Fox para producir la película.Sin embargo, con el fracaso en taquilla de la película protagonizada por Reynolds, Green Lantern, los ejecutivos de Fox ya estaban preocupados por su contenido con clasificación R. Después de varias reuniones, el estudio acordó que la película no podía reconfigurarse para una clasificación PG-13 más tradicional y le dio a Miller "un presupuesto bajo de seis cifras" para producir algunas imágenes de prueba. 
En 2012, Ryan Reynolds junto a otro grupo de personas realizaron un corto animado en el que Reynolds grabó la voz del personaje, en este se podía ver a Deadpool dibujando mientras cantaba, posteriormente detenía lo que parecía ser una operación criminal. Este corto fue enviado a 20th Century Fox, para que pudieran plantearse lo que sería la película, sin embargo, este fue rechazado. Luego de un tiempo, el video fue filtrado en Internet. Al verlo, muchos fanes de Deadpool, buscaron que se lograra la realización del filme, tanto impactó esta campaña que luego de un tiempo la película de Deadpool fue confirmada, e incluso parte de las escenas del corto fueron incluidas en la película. El 15 de febrero de 2015 se filtraron imágenes de Ryan Reynolds como Deadpool, Reynolds dijo que agradecía mucho a quien las filtró y que si lo tuviera delante lo besaría (en una entrevista). En las imágenes se apreciaba a Deadpool en un puente junto a Coloso. Debido a esto se podría deducir que la producción duró poco más de un año. Posteriormente, el 1 de abril de 2015, Reynolds confirmó que la película tendría una calificación R en lugar de PG-13. 

### Guion
Reese y Wernick escribieron un borrador del guion cada año durante seis años antes de completar la película,  y alrededor del 70 por ciento del primer borrador terminó en la película final.  Reese describió a Reynolds como "el guardián de la llama de Deadpool durante muchos años... si alguna vez hacemos algo que se salga del camino de Deadpool, o si no se siente como Deadpool, él lo capta". Los escritores no querían que la película fuera una historia de origen, pero Reynolds no estuvo de acuerdo. Se decidieron por una historia "moderna" de Deadpool, así como por la historia del origen conectada por la narración de Deadpool y la ruptura de la cuarta pared. Esto ayudó a equilibrar la historia de origen más oscura con las escenas de Deadpool parecidas a dibujos animados. También permitió que la secuencia de pelea inicial se extendiera durante la primera mitad de la película (con la historia del origen contada en todo momento), ahorrando dinero en escenas de pelea adicionales.  Esta secuencia de pelea denominada "Pelea de las Doce Balas" reinventa el metraje de prueba original.  Una vez que se cuenta la historia del origen, Deadpool utiliza un "botón de avance rápido" para devolver a la audiencia al presente.
En octubre de 2014, Kinberg dijo que Deadpool se establecería en el mismo universo compartido que las películas de X-Men, pero que "se mantendría independiente". Los escritores querían a un Hombre X tradicional en la película como contraste a Deadpool, y sentían que Coloso era un personaje que no había sido explorado mucho en las películas anteriores. Miller quería "más material de superhéroe", en lugar de "sólo Deadpool y un montón de armas", y el personaje Negasonic Teenage Warhead fue añadido como una aprendiz miembro de X-Men bajo la enseñanza de Colossus. Fue elegida de la lista de personajes de cómics disponibles para ser usados por Fox, basado en su nombre. Los personajes Garrison Kane, Wyre y Sluggo fueron incluidos en el guion en un punto, pero finalmente fueron removidos por razones presupuestarias, también fueron considerados Bala de Cañón y Tar Baby. Los villanos cortados fueron reemplazados por un solo personaje, Angel Dust. El personaje Cable también fue establecido para aparecer pero finalmente fue empujado para una potencial secuela así que esta película podría "conseguir Deadpool en sus pies" primero.

### Casting
En diciembre de 2014, Reynolds fue confirmado en el papel de Wade Wilson/Deadpool. En enero de 2015, TJ Miller y Ed Skrein estaban en conversaciones para aparecer en la película. En febrero de 2015, Miller y Morena Baccarin fueron contratados para aparecer en la película en papeles no especificados,  y Gina Carano como Angel Dust.  Taylor Schilling, Crystal Reed, Rebecca Rittenhouse, Sarah Greene y Jessica De Gouw también fueron consideradas para el papel de Baccarin. En marzo, Miller reveló su papel en la película como la comadreja, mientras Baccarin se reveló como Vanessa Carlysle y Brianna Hildebrand fue contratada para interpretar a Negasonic.  En abril,  Ed Skrein confirmó que interpretaría a Francis/Ajax en la película.

### Rodaje
El rodaje empezó el 23 de marzo de 2015 en Vancouver, Columbia Británica, Canadá. El rodaje fue programado para llevarse a cabo en el Georgia Viaducto en Vancouver el 6 de abril de 2015. El rodaje tuvo lugar en North Shore Studios y en locaciones de la ciudad.  La producción contrató a más de 2.000 locales como actores, extras y miembros del equipo.

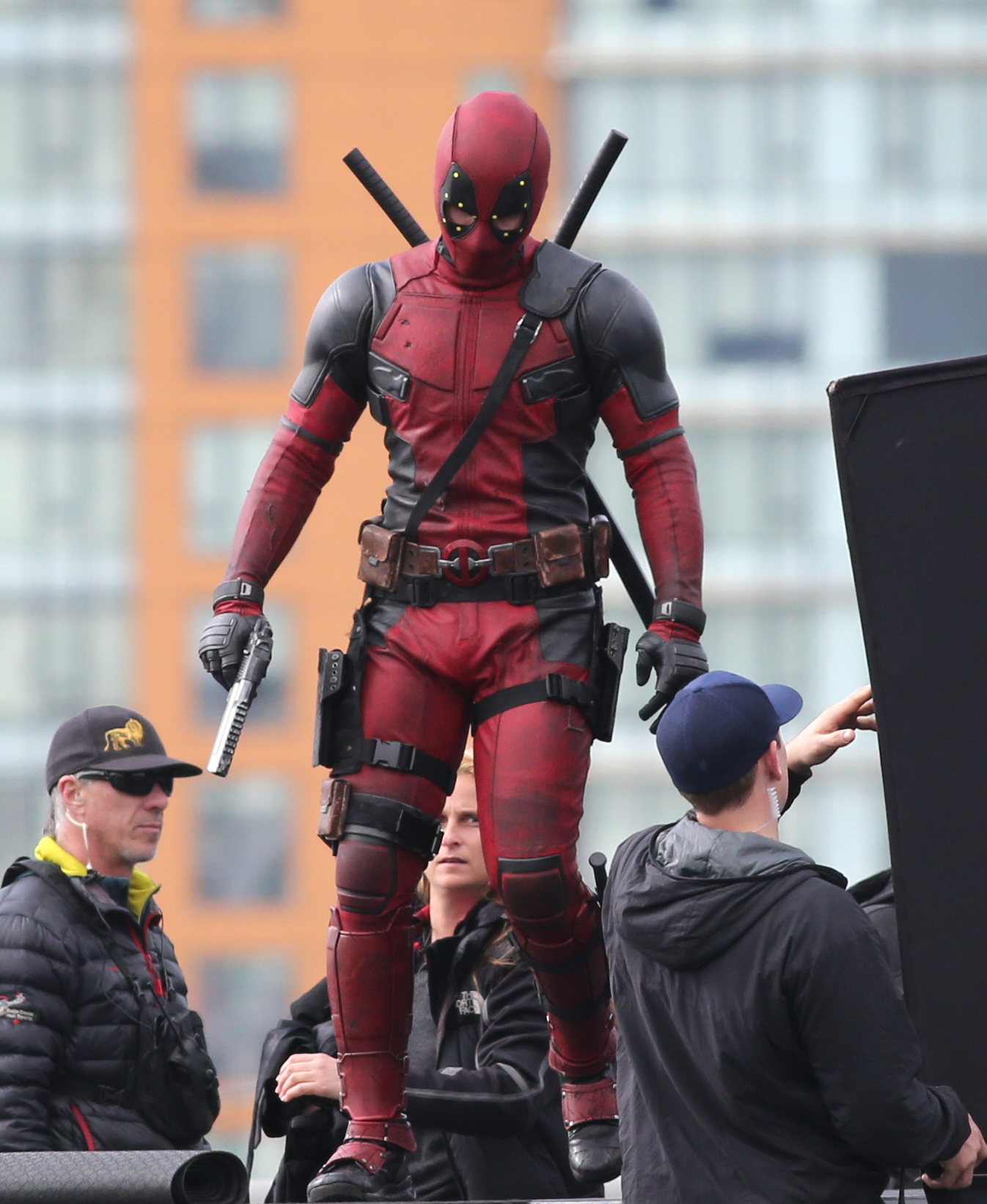
El coordinador de especialistas Philip J. Silvera disfrazado de Deadpool en el set de Vancouver.

Tim Miller y el director de fotografía Ken Seng querían que la película pareciera "más arenosa, menos limpia y brillante" que otras películas de superhéroes. Decidieron filmar con cámaras digitales pero agregaron grano de película en la posproducción para darle textura a las imágenes. Seng usó lentes Super Baltar y zooms Cooke para la línea de tiempo de la historia del origen, y lentes Panavision Primo para las escenas de Deadpool, lo que les dio más claridad. Las escenas exteriores de la película tienen un aspecto constantemente nublado, pero el rodaje en exteriores se produjo con un clima "impredecible". Por ejemplo, la producción utilizó el viaducto de Georgia durante dos semanas y filmó con lluvia o sol antes de que expirara su permiso. Seng utilizó más iluminación en los días nublados y menos en los días soleados para mantener una apariencia consistente.  El diseñador de producción Sean Haworth, que tenía ideas específicas para los decorados, también trabajó en estrecha colaboración con Miller. La producción tuvo que ser muy específica sobre qué elementos de cada set se construyeron para conservar el presupuesto para efectos visuales. Para la escena final del depósito de chatarra, se construyó basura hasta una cierta altura para ampliarla con CGI. Se utilizó un cardán para una sección inclinable del jardín que tenía que interactuar con muchos elementos digitales. La secuencia final fue filmada en un astillero naval revestido con chatarra. Se hicieron moldes de goma del metal para acrobacias.
Los escritores Rhett Reese y Paul Wernick revelaron que 20th Century Fox no aprobó pagar porque estuvieran en el set afinando el guion, Ryan Reynolds sintió que era necesario y les pagó de su propio dinero.Los escritores habían escrito el guion de la acción de manera muy específica, "cada muerte y casi hasta cada golpe, patada o disparo", pero Tim Miller y los coordinadores de especialistas eran libres de cambiar esto.  Robert Alonzo y Philip J. Silvera fueron los coordinadores de especialistas de la película;  Silvera había proporcionado una referencia de captura de movimiento para el metraje de prueba.  El 29 de mayo de 2015, Reynolds reveló que el rodaje se había completado.

## Estreno
- El 11 de febrero de 2016 en Iberoamérica
- El 12 de febrero de 2016 en Estados Unidos
- El 19 de febrero de 2016 en Europa

## Sorpresa
Ryan Reynolds sorprendió a fanáticos en 2016 cuando un grupo de personas fueron a un avant premier de la película. De hecho, el actor publicó en su página de Instagram una imagen con los espectadores.

## Recepción

### Taquilla
La película recaudó USD 132 434 639 en su primer fin de semana en Estados Unidos y USD 132 276 722 en otros territorios para un total de USD 264 711 361 mundialmente.
Hasta el 2 de julio del 2016, la película ha recaudado USD 363 070 709 en la taquilla estadounidense y USD 417 508 664 en la taquilla extranjera, recaudando así un total de USD 780 579 373, situándose en el puesto #31 y #62 de las películas más taquilleras de Estados Unidos y del mundo respectivamente.
Es actualmente la quinta película más taquillera del 2016. Además es la película con mayor recaudación de la saga de X-men.
La película también logró situarse como la película de clasificación R (para mayores de 18 años) más taquillera en la historia del cine, sobrepasando así a The Matrix Reloaded que había recaudado 742 millones de dólares. En noviembre de 2019 fue superada por la película Joker como la película de clasificación R (para mayores de 18 años) más taquillera en la historia del cine.

### Crítica
Deadpool ha recibido críticas positivas de parte de la crítica y de la audiencia en general. En el portal de internet Rotten Tomatoes, la película tiene una calificación del 85%, basada en 349 reseñas, con una nota media de 7,1/10 por parte de la crítica, mientras que la audiencia le ha dado una calificación del 90%, basada en más de 151.000 usuarios, con una puntuación media de 4,3/5. La página Metacritic le ha dado a la película una puntuación de 65 sobre 100, basada en 49 críticas, indicando "reseñas generalmente favorables". Las audiencias de CinemaScore le dieron al filme una puntuación de "A" en una escala de A+ a F, mientras que en el sitio IMDb los usuarios le han dado una puntuación de 8/10, con base en más de 959 000 votos.

## Premios
| Año  | Premio                                | Categoría                                    | Receptor                        | Resultado | Ref.   |
| ---- | ------------------------------------- | -------------------------------------------- | ------------------------------- | --------- | ------ |
| 2016 | Premios Globo de Oro                  | Mejor película - Comedia o musical           | Deadpool                        | Nominada  | [ 46 ] |
| 2016 | Premios Globo de Oro                  | Mejor actor - Comedia o musical              | Ryan Reynolds                   | Nominado  | [ 46 ] |
| 2016 | MTV Movie Awards                      | Mejor película                               | Deadpool                        | Nominada  | [ 47 ] |
| 2016 | MTV Movie Awards                      | Mejor interpretación masculina               | Ryan Reynolds                   | Nominado  | [ 47 ] |
| 2016 | MTV Movie Awards                      | Mejor actuación de comedia                   | Ryan Reynolds                   | Ganador   | [ 47 ] |
| 2016 | MTV Movie Awards                      | Mejor actor de acción                        | Ryan Reynolds                   | Nominado  | [ 47 ] |
| 2016 | MTV Movie Awards                      | Mejor interpretación femenina                | Morena Baccarin                 | Nominada  | [ 47 ] |
| 2016 | MTV Movie Awards                      | Mejor beso                                   | Morena Baccarin & Ryan Reynolds | Nominados | [ 47 ] |
| 2016 | MTV Movie Awards                      | Mejor villano                                | Ed Skrein                       | Nominado  | [ 47 ] |
| 2016 | MTV Movie Awards                      | Mejor pelea                                  | Ryan Reynolds vs. Ed Skrein     | Ganadores | [ 47 ] |
| 2016 | Teen Choice Awards                    | Película Elegida: Acción                     | Deadpool                        | Ganador   |        |
| 2016 | Teen Choice Awards                    | Actor Elegido: Acción                        | Ryan Reynolds                   | Nominado  |        |
| 2016 | Teen Choice Awards                    | Actriz Elegida: Acción                       | Morena Baccarin                 | Nominado  |        |
| 2016 | Teen Choice Awards                    | Película Elegida: Villano                    | Ed Skrein                       | Nominada  |        |
| 2016 | Teen Choice Awards                    | Película Elegida: Berrinche                  | Ryan Reynolds                   | Ganador   |        |
| 2016 | Teen Choice Awards                    | Película Elegida: Estrella Revelación        | Brianna Hildebrand              | Nominada  |        |
| 2016 | Imagen Foundation Awards              | Mejor Actriz - Película                      | Morena Baccarin                 | Nominada  |        |
| 2016 | Premios de la Crítica Cinematográfica | Película elegida: Mejor película de comedia  | Deadpool                        | Ganador   |        |
| 2016 | Premios de la Crítica Cinematográfica | Película elegida: Mejor actor en una comedia | Ryan Reynolds                   | Ganador   |        |

## Secuela
En septiembre de 2015, Kinberg dijo que una segunda parte de Deadpool estaba en desarrollo. Después del estreno de Deadpool, Fox dijo que su segunda parte se estaba preparando, con Rheese, Wernick y Ryan Reynolds volviendo como escritores, y no se sabe si Miller volvería como director, hasta él aclaró que no sabe si será el director de Deadpool 2 ya que el guion no es suyo. 
En febrero de 2016 se confirmó la segunda parte de Deadpool.
Ryan Reynolds declaró que se está preparando el guion, y firmó un contrato con 20th Century Fox por más de 2 millones de dólares.

## Banda sonora
1. Angel of the Morning – Juice Newton
2. Maximum Effort
3. Small Disruption
4. Shoop – Salt-N-Pepa
5. Twelve Bullets
6. Man In A Red Suit
7. Liam Neeson Nightmares
8. Howlin For You – The Black Keys
9. Calendar Girl – Neil Sedaka
10. The Punch Bowl
11. Back To Life
12. Every Time I See Her
13. Deadpool Rap – Teamheadkick
14. Easy Angel
15. Scrap Yard
16. This Place Looks Sanitary
17. Watership Down
18. X Gon’ Give It To Ya – DMX
19. Going Commando
20. Let’s Try To Kill Each Other
21. Stupider When You Say It
22. Four Or Five Moments
23. A Face I Would Sit On
24. Careless Whisper – Wham!